# Liga dos Campeões da CEV de 2019–20
A Liga dos Campeões da CEV de 2019–20, (em inglês:  2019–20 CEV Champions League), foi a 61.ª edição da principal competição de clubes de voleibol masculino da Europa, organizada pela Confederação Europeia de Voleibol (CEV) iniciada com as qualificatórias, esta realizada no período de 22 de outubro a 21 de novembro de 2019 com 10 participantes, e o torneio principal previsto para o período de 3 de dezembro de 2019 a 12 de maio de 2020 com 18 equipes disputando o título, totalizando 28 clubes participantes, qualificando o time campeão para a edição do Campeonato Mundial de Clubes de 2020.
Devido ao avanço da pandemia de COVID-19 no continente europeu, no dia 23 de abril de 2020 a CEV determinou a suspensão do torneio.

## Formato de disputa
As equipes foram distribuídas proporcionalmente em cinco grupos onde todos os times (com dois jogos em mando de quadra e dois jogos como visitante). Os cinco times que encerrarem esta fase em primeiro de seus grupos qualificam-se para os playoffs e mais os três melhores segundo colocados nesta etapa.
A classificação foi determinada pelo número de partidas ganhas. Em caso de empate no número de partidas ganhas por duas ou mais equipes, sua classificação é baseada nos seguintes critérios:
- resultado de pontos (placar de 3–0 ou 3–1 garantiu três pontos para a equipe vencedora e nenhum para a equipe derrotada; já o placar de 3–2 garantiu dois pontos para a equipe vencedora e um para a perdedora);
- quociente de set (o número total de sets ganhos dividido pelo número total de sets perdidos);
- quociente de pontos (o número total de pontos marcados dividido pelo número total de pontos perdidos);
- resultados de confrontos diretos entre as equipes em questão.

A fase dos playoffs reuniu as oito melhores equipes da fase de grupos, sendo as primeiras colocadas de cada grupo e as três melhores segunda colocadas. As equipes disputaram a fase das quartas de final, com jogos de ida e volta, obedecendo os critérios de pontuação (resultado de pontos). No caso de empate, disputaram o golden set.
A fase semifinal reuniu as quatro equipes classificadas com jogos de ida e volta, com golden set. As duas melhores equipes desta fase disputaram a final, sendo disputada em jogo único.

## Equipes participantes
Um total de 20 equipes participam no torneio principal, com 18 clubes oriundos das vagas diretas destinada aos melhores ranqueados conforme "ranking" das Copas Europeias, as 2 equipes restantes foram oriundas da fase qualificatória. As seguintes equipes foram qualificadas para a disputa do torneio principal da Liga dos Campeões da CEV de 2019–20:
| Equipe                      | País      | Qualificação         |
| --------------------------- | --------- | -------------------- |
| Sir Sicoma Monini Perugia   | Itália    | Vaga direta          |
| Cucine Lube Civitanova      | Itália    | Vaga direta          |
| Itas Diatec Trentino        | Itália    | Vaga direta          |
| Kouzbass Kemerovo           | Rússia    | Vaga direta          |
| Zenit Kazan                 | Rússia    | Vaga direta          |
| Fakel Novy Urengoy          | Rússia    | Vaga direta          |
| ZAKSA Kędzierzyn-Koźle      | Polónia   | Vaga direta          |
| Verva Warszawa Orlen Paliwa | Polónia   | Vaga direta          |
| Jastrzębski Węgiel          | Polónia   | Vaga direta          |
| Fenerbahçe SK Istanbul      | Turquia   | Vaga direta          |
| Halkbank Sk                 | Turquia   | Vaga direta          |
| Berlin Recycling Volleys    | Alemanha  | Vaga direta          |
| VfB Friedrichshafen         | Alemanha  | Vaga direta          |
| Greenyard Maaseik           | Bélgica   | Vaga direta          |
| Knack Roeselare             | Bélgica   | Vaga direta          |
| Tours VB                    | França    | Vaga direta          |
| ACH Volley Ljubljana        | Eslovênia | Vaga direta          |
| Jihostroj České Budějovice  | Chéquia   | Vaga direta          |
| Vojvodina NS Seme Novi Sad  | Sérvia    | Fase de qualificação |
| Sport Lisboa e Benfica      | Portugal  | Fase de qualificação |

## Fase de grupos
|  | Classificado para as quartas de final                                   |
|  | Classificado para as quartas de final (três melhores segundo colocados) |

### Grupo A
|     |                            |     | Jogos | Jogos | Jogos | Pontos | Pontos | Pontos | Sets | Sets | Sets  |
| Pos | Equipe                     | Pts | T     | V     | D     | V      | P      | R      | V    | P    | R     |
| --- | -------------------------- | --- | ----- | ----- | ----- | ------ | ------ | ------ | ---- | ---- | ----- |
| 1   | Cucine Lube Civitanova     | 18  | 6     | 6     | 0     | 563    | 468    | 1.203  | 18   | 5    | 3.600 |
| 2   | Itas Diatec Trentino       | 11  | 6     | 4     | 2     | 537    | 519    | 1.035  | 13   | 11   | 1.182 |
| 3   | Jihostroj České Budějovice | 6   | 6     | 2     | 4     | 486    | 545    | 0.892  | 10   | 14   | 0.714 |
| 4   | Fenerbahçe SK Istanbul     | 2   | 8     | 0     | 8     | 521    | 575    | 0.906  | 7    | 18   | 0.389 |

| Data   | Hora  |                            | Placar |                            | Set 1 | Set 2 | Set 3 | Set 4 | Set 5 | Total   | Relatório |
| ------ | ----- | -------------------------- | ------ | -------------------------- | ----- | ----- | ----- | ----- | ----- | ------- | --------- |
| 5 dez  | 18:00 | Fenerbahçe SK Istanbul     | 2–3    | Jihostroj České Budějovice | 20–25 | 25–21 | 25–17 | 21–25 | 12–15 | 103–103 | Relatório |
| 12 dez | 18:00 | Jihostroj České Budějovice | 1–3    | Cucine Lube Civitanova     | 18–25 | 25–21 | 13–25 | 22–25 |       | 78–96   | Relatório |
| 12 dez | 20:30 | Itas Diatec Trentino       | 3–2    | Fenerbahçe SK Istanbul     | 21–25 | 23–25 | 25–18 | 25–17 | 16–14 | 110–99  | Relatório |
| 19 dez | 18:30 | Fenerbahçe SK Istanbul     | 1–3    | Cucine Lube Civitanova     | 15–25 | 19–25 | 25–20 | 17–25 |       | 76–95   | Relatório |
| 19 dez | 20:30 | Itas Diatec Trentino       | 3–0    | Jihostroj České Budějovice | 25–11 | 25–16 | 25–21 |       |       | 75–48   | Relatório |
| 26 jan | 18:00 | Cucine Lube Civitanova     | 3–0    | Itas Diatec Trentino       | 25–21 | 25–18 | 25–15 |       |       | 75–54   | Relatório |
| 28 jan | 20:30 | Cucine Lube Civitanova     | 3–1    | Jihostroj České Budějovice | 25–21 | 25–19 | 21–25 | 25–19 |       | 96–84   | Relatório |
| 30 jan | 18:00 | Fenerbahçe SK Istanbul     | 1–3    | Itas Diatec Trentino       | 25–17 | 22–25 | 27–29 | 20–25 |       | 94–96   | Relatório |
| 13 fev | 17:00 | Jihostroj České Budějovice | 3–0    | Fenerbahçe SK Istanbul     | 25–23 | 25–23 | 25–21 |       |       | 75–67   | Relatório |
| 13 fev | 20:30 | Itas Diatec Trentino       | 1–3    | Cucine Lube Civitanova     | 26–24 | 29–31 | 17–25 | 22–25 |       | 94–105  | Relatório |
| 19 fev | 17:00 | Jihostroj České Budějovice | 2–3    | Itas Diatec Trentino       | 25–21 | 25–22 | 15–25 | 22–25 | 12–15 | 99–108  | Relatório |
| 19 fev | 20:30 | Cucine Lube Civitanova     | 3–1    | Fenerbahçe SK Istanbul     | 25–17 | 21–25 | 25–18 | 25–22 |       | 96–82   | Relatório |

### Grupo B
|     |                          |     | Jogos | Jogos | Jogos | Pontos | Pontos | Pontos | Sets | Sets | Sets  |
| Pos | Equipe                   | Pts | T     | V     | D     | V      | P      | R      | V    | P    | R     |
| --- | ------------------------ | --- | ----- | ----- | ----- | ------ | ------ | ------ | ---- | ---- | ----- |
| 1   | Fakel Novy Urengoy       | 14  | 6     | 5     | 1     | 521    | 470    | 1.109  | 15   | 8    | 1.875 |
| 2   | Kouzbass Kemerovo        | 12  | 6     | 4     | 2     | 517    | 493    | 1.049  | 14   | 9    | 1.556 |
| 3   | Berlin Recycling Volleys | 7   | 6     | 2     | 4     | 516    | 537    | 0.961  | 11   | 14   | 0.786 |
| 4   | ACH Volley Ljubljana     | 4   | 6     | 1     | 5     | 518    | 572    | 0.906  | 8    | 17   | 0.471 |

| Data   | Hora  |                          | Placar |                          | Set 1 | Set 2 | Set 3 | Set 4 | Set 5 | Total   | Relatório |
| ------ | ----- | ------------------------ | ------ | ------------------------ | ----- | ----- | ----- | ----- | ----- | ------- | --------- |
| 3 dez  | 19:30 | Berlin Recycling Volleys | 3–0    | ACH Volley Ljubljana     | 25–21 | 25–15 | 26–24 |       |       | 76–60   | Relatório |
| 4 dez  | 19:00 | Kouzbass Kemerovo        | 3–0    | Fakel Novy Urengoy       | 26–24 | 25–21 | 25–18 |       |       | 76–63   | Relatório |
| 11 dez | 18:00 | ACH Volley Ljubljana     | 3–2    | Kouzbass Kemerovo        | 25–23 | 25–16 | 25–27 | 23–25 | 19–17 | 117–108 | Relatório |
| 11 dez | 19:00 | Fakel Novy Urengoy       | 3–0    | Berlin Recycling Volleys | 25–22 | 25–18 | 25–17 |       |       | 75–57   | Relatório |
| 17 dez | 19:00 | Fakel Novy Urengoy       | 3–1    | ACH Volley Ljubljana     | 24–26 | 25–20 | 25–19 | 25–16 |       | 99–81   | Relatório |
| 18 dez | 19:30 | Berlin Recycling Volleys | 1–3    | Kouzbass Kemerovo        | 17–25 | 23–25 | 25–19 | 19–25 |       | 84–94   | Relatório |
| 28 jan | 19:30 | Berlin Recycling Volleys | 2–3    | Fakel Novy Urengoy       | 25–21 | 25–15 | 20–25 | 22–25 | 10–15 | 102–101 | Relatório |
| 29 fev | 19:00 | Kouzbass Kemerovo        | 3–0    | ACH Volley Ljubljana     | 25–19 | 25–23 | 25–21 |       |       | 75–63   | Relatório |
| 12 fev | 18:00 | ACH Volley Ljubljana     | 2–3    | Berlin Recycling Volleys | 25–22 | 25–19 | 16–25 | 22–25 | 12–15 | 100–106 | Relatório |
| 12 fev | 19:00 | Fakel Novy Urengoy       | 3–0    | Kouzbass Kemerovo        | 25–21 | 25–16 | 25–20 |       |       | 75–57   | Relatório |
| 19 fev | 18:00 | ACH Volley Ljubljana     | 2–3    | Fakel Novy Urengoy       | 18–25 | 25–23 | 25–20 | 18–25 | 11–15 | 97–108  | Relatório |
| 19 fev | 19:00 | Kouzbass Kemerovo        | 3–2    | Berlin Recycling Volleys | 22–25 | 25–19 | 25–14 | 20–25 | 15–8  | 107–91  | Relatório |

### Grupo C
|     |                    |     | Jogos | Jogos | Jogos | Pontos | Pontos | Pontos | Sets | Sets | Sets  |
| Pos | Equipe             | Pts | T     | V     | D     | V      | P      | R      | V    | P    | R     |
| --- | ------------------ | --- | ----- | ----- | ----- | ------ | ------ | ------ | ---- | ---- | ----- |
| 1   | Jastrzębski Węgiel | 15  | 6     | 5     | 1     | 531    | 464    | 1.144  | 17   | 6    | 2.833 |
| 2   | Greenyard Maaseik  | 9   | 6     | 4     | 2     | 537    | 570    | 0.942  | 12   | 13   | 0.923 |
| 3   | Zenit Kazan        | 11  | 6     | 3     | 3     | 581    | 530    | 1.096  | 14   | 11   | 1.273 |
| 4   | Halkbank Sk        | 1   | 6     | 0     | 6     | 483    | 568    | 0.850  | 5    | 18   | 0.278 |

| Data   | Hora  |                    | Placar |                    | Set 1 | Set 2 | Set 3 | Set 4 | Set 5 | Total   | Relatório |
| ------ | ----- | ------------------ | ------ | ------------------ | ----- | ----- | ----- | ----- | ----- | ------- | --------- |
| 4 dez  | 17:30 | Halkbank Sk        | 2–3    | Greenyard Maaseik  | 25–20 | 25–23 | 27–29 | 20–25 | 10–15 | 107–112 | Relatório |
| 11 dez | 18:00 | Jastrzębski Węgiel | 3–0    | Halkbank Sk        | 25–17 | 25–17 | 25–21 |       |       | 75–55   | Relatório |
| 11 dez | 20:30 | Greenyard Maaseik  | 3–2    | Zenit Kazan        | 20–25 | 18–25 | 25–23 | 25–22 | 20–18 | 108–113 | Relatório |
| 18 dez | 17:30 | Halkbank Sk        | 1–3    | Zenit Kazan        | 26–24 | 23–25 | 20–25 | 22–25 |       | 91–99   | Relatório |
| 19 dez | 18:00 | Jastrzębski Węgiel | 3–0    | Greenyard Maaseik  | 25–17 | 25–20 | 25–21 |       |       | 75–58   | Relatório |
| 18 jan | 19:00 | Zenit Kazan        | 2–3    | Jastrzębski Węgiel | 25–18 | 16–25 | 25–20 | 22–25 | 14–16 | 102–104 | Relatório |
| 29 jan | 17:30 | Halkbank Sk        | 0–3    | Jastrzębski Węgiel | 18–25 | 18–25 | 15–25 |       |       | 51–75   | Relatório |
| 29 jan | 19:00 | Zenit Kazan        | 3–0    | Greenyard Maaseik  | 25–14 | 25–10 | 25–22 |       |       | 75–46   | Relatório |
| 12 fev | 18:00 | Jastrzębski Węgiel | 3–1    | Zenit Kazan        | 25–18 | 30–28 | 19–25 | 25–23 |       | 99–94   | Relatório |
| 12 fev | 20:30 | Greenyard Maaseik  | 3–1    | Halkbank Sk        | 25–22 | 34–36 | 25–21 | 25–18 |       | 109–97  | Relatório |
| 19 fev | 19:00 | Zenit Kazan        | 3–1    | Halkbank Sk        | 25–23 | 23–25 | 25–19 | 25–15 |       | 98–82   | Relatório |
| 19 fev | 20:30 | Greenyard Maaseik  | 3–2    | Jastrzębski Węgiel | 25–23 | 20–25 | 19–25 | 25–22 | 15–8  | 104–103 | Relatório |

### Grupo D
|     |                             |     | Jogos | Jogos | Jogos | Pontos | Pontos | Pontos | Sets | Sets | Sets  |
| Pos | Equipe                      | Pts | T     | V     | D     | V      | P      | R      | V    | P    | R     |
| --- | --------------------------- | --- | ----- | ----- | ----- | ------ | ------ | ------ | ---- | ---- | ----- |
| 1   | Sir Sicoma Monini Perugia   | 18  | 6     | 6     | 0     | 553    | 456    | 1.213  | 18   | 4    | 4.500 |
| 2   | Tours VB                    | 9   | 6     | 3     | 3     | 451    | 467    | 0.966  | 9    | 11   | 0.818 |
| 3   | Verva Warszawa Orlen Paliwa | 6   | 6     | 2     | 4     | 461    | 487    | 0.947  | 9    | 12   | 0.750 |
| 4   | Sport Lisboa e Benfica      | 3   | 6     | 1     | 5     | 491    | 546    | 0.899  | 7    | 16   | 0.438 |

| Data   | Hora  |                             | Placar |                             | Set 1 | Set 2 | Set 3 | Set 4 | Set 5 | Total  | Relatório |
| ------ | ----- | --------------------------- | ------ | --------------------------- | ----- | ----- | ----- | ----- | ----- | ------ | --------- |
| 4 dez  | 19:00 | Verva Warszawa Orlen Paliwa | 3–0    | Tours VB                    | 25–15 | 25–22 | 25–23 |       |       | 75–60  | Relatório |
| 4 dez  | 20:30 | Sir Sicoma Monini Perugia   | 3–1    | Sport Lisboa e Benfica      | 25–18 | 24–26 | 25–15 | 25–19 |       | 99–78  | Relatório |
| 10 dez | 17:15 | Sport Lisboa e Benfica      | 3–1    | Verva Warszawa Orlen Paliwa | 25–19 | 25–17 | 22–25 | 25–21 |       | 97–82  | Relatório |
| 11 dez | 20:00 | Tours VB                    | 0–3    | Sir Sicoma Monini Perugia   | 30–32 | 19–25 | 18–25 |       |       | 67–82  | Relatório |
| 17 dez | 20:30 | Verva Warszawa Orlen Paliwa | 1–3    | Sir Sicoma Monini Perugia   | 17–25 | 25–23 | 21–25 | 24–26 |       | 87–99  | Relatório |
| 19 dez | 20:00 | Sport Lisboa e Benfica      | 1–3    | Tours VB                    | 20–25 | 25–20 | 22–25 | 18–25 |       | 85–95  | Relatório |
| 29 jan | 19:00 | Verva Warszawa Orlen Paliwa | 3–0    | Sport Lisboa e Benfica      | 25–21 | 25–13 | 25–22 |       |       | 75–56  | Relatório |
| 29 jan | 20:30 | Sir Sicoma Monini Perugia   | 3–0    | Tours VB                    | 25–21 | 25–15 | 25–21 |       |       | 75–57  | Relatório |
| 12 fev | 20:00 | Tours VB                    | 3–0    | Verva Warszawa Orlen Paliwa | 25–21 | 25–21 | 25–20 |       |       | 75–62  | Relatório |
| 13 fev | 20:00 | Sport Lisboa e Benfica      | 1–3    | Sir Sicoma Monini Perugia   | 24–26 | 21–25 | 25–22 | 17–25 |       | 87–98  | Relatório |
| 19 fev | 20:00 | Tours VB                    | 3–1    | Sport Lisboa e Benfica      | 25–23 | 22–25 | 25–23 | 25–17 |       | 97–88  | Relatório |
| 19 fev | 20:30 | Sir Sicoma Monini Perugia   | 3–1    | Verva Warszawa Orlen Paliwa | 25–17 | 25–27 | 25–17 | 25–19 |       | 100–80 | Relatório |

### Grupo E
|     |                            |     | Jogos | Jogos | Jogos | Pontos | Pontos | Pontos | Sets | Sets | Sets  |
| Pos | Equipe                     | Pts | T     | V     | D     | V      | P      | R      | V    | P    | R     |
| --- | -------------------------- | --- | ----- | ----- | ----- | ------ | ------ | ------ | ---- | ---- | ----- |
| 1   | ZAKSA Kędzierzyn-Koźle     | 18  | 6     | 6     | 0     | 450    | 356    | 1.264  | 18   | 0    | MAX   |
| 2   | Knack Roeselare            | 11  | 6     | 4     | 2     | 480    | 466    | 1.030  | 12   | 9    | 1.333 |
| 3   | VfB Friedrichshafen        | 5   | 6     | 2     | 4     | 458    | 491    | 0.933  | 7    | 14   | 0.500 |
| 4   | Vojvodina NS Seme Novi Sad | 2   | 6     | 0     | 6     | 442    | 517    | 0.855  | 4    | 18   | 0.222 |

| Data   | Hora  |                            | Placar |                            | Set 1 | Set 2 | Set 3 | Set 4 | Set 5 | Total   | Relatório |
| ------ | ----- | -------------------------- | ------ | -------------------------- | ----- | ----- | ----- | ----- | ----- | ------- | --------- |
| 3 dez  | 18:00 | ZAKSA Kędzierzyn-Koźle     | 3–0    | Vojvodina NS Seme Novi Sad | 25–20 | 25–21 | 25–21 |       |       | 75–62   | Relatório |
| 4 dez  | 20:00 | VfB Friedrichshafen        | 0–3    | Knack Roeselare            | 23–25 | 21–25 | 15–25 |       |       | 59–75   | Relatório |
| 10 dez | 18:00 | Vojvodina NS Seme Novi Sad | 0–3    | VfB Friedrichshafen        | 20–25 | 21–25 | 20–25 |       |       | 61–75   | Relatório |
| 10 dez | 20:30 | Knack Roeselare            | 0–3    | ZAKSA Kędzierzyn-Koźle     | 17–25 | 19–25 | 21–25 |       |       | 57–75   | Relatório |
| 17 dez | 18:00 | Vojvodina NS Seme Novi Sad | 2–3    | Knack Roeselare            | 21–25 | 20–25 | 25–22 | 25–22 | 12–15 | 103–109 | Relatório |
| 18 dez | 20:00 | VfB Friedrichshafen        | 0–3    | ZAKSA Kędzierzyn-Koźle     | 23–25 | 22–25 | 20–25 |       |       | 65–75   | Relatório |
| 28 jan | 18:00 | ZAKSA Kędzierzyn-Koźle     | 3–0    | Knack Roeselare            | 25–19 | 25–18 | 25–20 |       |       | 75–57   | Relatório |
| 29 jan | 20:00 | VfB Friedrichshafen        | 3–2    | Vojvodina NS Seme Novi Sad | 23–25 | 25–18 | 17–25 | 25–20 | 15–13 | 105–101 | Relatório |
| 11 fev | 18:00 | Vojvodina NS Seme Novi Sad | 0–3    | ZAKSA Kędzierzyn-Koźle     | 11–25 | 22–25 | 18–25 |       |       | 51–75   | Relatório |
| 11 fev | 20:30 | Knack Roeselare            | 3–1    | VfB Friedrichshafen        | 28–26 | 26–28 | 25–19 | 25–17 |       | 104–90  | Relatório |
| 19 fev | 18:00 | ZAKSA Kędzierzyn-Koźle     | 3–0    | VfB Friedrichshafen        | 25–21 | 25–21 | 25–22 |       |       | 75–64   | Relatório |
| 19 fev | 20:30 | Knack Roeselare            | 3–0    | Vojvodina NS Seme Novi Sad | 28–26 | 25–20 | 25–18 |       |       | 78–64   | Relatório |

## Fase final
O sorteio das quartas de finais foi realizado em 20 de fevereiro de 2020.
| Grupo 1                   | Grupo 2              |
| ------------------------- | -------------------- |
| ZAKSA Kędzierzyn-Koźle    | Fakel Novy Urengoy   |
| Sir Sicoma Monini Perugia | Kouzbass Kemerovo    |
| Cucine Lube Civitanova    | Knack Roeselare      |
| Jastrzębski Węgiel        | Itas Diatec Trentino |

| Equipe 1           | Total | Equipe 2                  | 1.º jogo  | 2.º jogo  |
| ------------------ | ----- | ------------------------- | --------- | --------- |
| Knack Roeselare    | 0–3   | Cucine Lube Civitanova    | 0–3       | Cancelado |
| Itas Trentino      | –     | Jastrzębski Węgiel        | Cancelado | Cancelado |
| Fakel Novy Urengoy | 1–3   | Sir Sicoma Monini Perugia | 1–3       | Cancelado |
| Kouzbass Kemerovo  | 4–2   | ZAKSA Kędzierzyn-Koźle    | 2–3       | 3–1       |

Jogos de ida
| Data  | Hora  |                    | Placar |                           | Set 1 | Set 2 | Set 3 | Set 4 | Set 5 | Total   | Relatório |
| ----- | ----- | ------------------ | ------ | ------------------------- | ----- | ----- | ----- | ----- | ----- | ------- | --------- |
| 4 mar | 20:30 | Knack Roeselare    | 0–3    | Cucine Lube Civitanova    | 29–31 | 14–25 | 16–25 |       |       | 59–81   | Relatório |
| 4 mar | 19:00 | Fakel Novy Urengoy | 1–3    | Sir Sicoma Monini Perugia | 23–25 | 21–25 | 25–22 | 21–25 |       | 90–97   | Relatório |
| 4 mar | 19:00 | Kouzbass Kemerovo  | 2–3    | ZAKSA Kędzierzyn-Koźle    | 25–22 | 24–26 | 25–17 | 26–28 | 14–16 | 114–109 | Relatório |

Jogos de volta
| Data   | Hora  |                        | Placar |                   | Set 1 | Set 2 | Set 3 | Set 4 | Set 5 | Total | Relatório |
| ------ | ----- | ---------------------- | ------ | ----------------- | ----- | ----- | ----- | ----- | ----- | ----- | --------- |
| 11 mar | 18:00 | ZAKSA Kędzierzyn-Koźle | 1–3    | Kouzbass Kemerovo | 25–21 | 23–25 | 18–25 | 20–25 |       | 86–96 | Relatório |